# Seven Femenino de Hong Kong 2014
El Seven Femenino de Hong Kong de 2014 fue la decimoséptima edición del torneo de rugby 7.
Los semifinalistas del torneo clasificó a la Serie Mundial Femenina de Rugby 7 2014-15.

## Equipos participantes
| - Kenia - Sudáfrica - China - Hong Kong - Japón - Francia - Países Bajos - Portugal | - México - Fiyi - Argentina - Brasil |

## Fase de grupos

### Grupo A
| Equipo    | Encuentros | Encuentros | Encuentros | Encuentros | Tantos  | Tantos    | Tantos     | Puntos |
| Equipo    | jugados    | ganados    | empatados  | perdidos   | a favor | en contra | diferencia | Puntos |
| --------- | ---------- | ---------- | ---------- | ---------- | ------- | --------- | ---------- | ------ |
| Francia   | 3          | 2          | 0          | 1          | 111     | 28        | +83        | 7      |
| China     | 3          | 2          | 0          | 1          | 82      | 33        | +49        | 7      |
| Sudáfrica | 3          | 2          | 0          | 1          | 64      | 50        | +14        | 7      |
| México    | 3          | 0          | 0          | 3          | 0       | 146       | –146       | 3      |

### Grupo B
| Equipo    | Encuentros | Encuentros | Encuentros | Encuentros | Tantos  | Tantos    | Tantos     | Puntos |
| Equipo    | jugados    | ganados    | empatados  | perdidos   | a favor | en contra | diferencia | Puntos |
| --------- | ---------- | ---------- | ---------- | ---------- | ------- | --------- | ---------- | ------ |
| Fiyi      | 3          | 3          | 0          | 0          | 130     | 14        | +116       | 9      |
| Japón     | 3          | 2          | 0          | 1          | 73      | 33        | +40        | 7      |
| Argentina | 3          | 1          | 0          | 2          | 26      | 92        | –66        | 5      |
| Kenia     | 3          | 0          | 0          | 3          | 5       | 95        | –90        | 3      |

### Grupo C
| Equipo       | Encuentros | Encuentros | Encuentros | Encuentros | Tantos  | Tantos    | Tantos     | Puntos |
| Equipo       | jugados    | ganados    | empatados  | perdidos   | a favor | en contra | diferencia | Puntos |
| ------------ | ---------- | ---------- | ---------- | ---------- | ------- | --------- | ---------- | ------ |
| Países Bajos | 3          | 3          | 0          | 0          | 33      | 10        | +23        | 9      |
| Brasil       | 3          | 2          | 0          | 1          | 60      | 14        | +46        | 7      |
| Portugal     | 3          | 1          | 0          | 2          | 33      | 71        | –38        | 5      |
| Hong Kong    | 3          | 0          | 0          | 3          | 29      | 60        | –31        | 3      |

## Fase Final

### Copa de oro
- Los semifinalistas clasifican a la Serie Mundial Femenina de Rugby 7 2014-15

|  | Cuartos de final | Cuartos de final | Cuartos de final |           |         | Semifinales | Semifinales | Semifinales |       |              | Copa         | Copa         | Copa |  |
|  |                  |                  |                  |           |         |             |             |             |       |              |              |              |      |  |
|  |                  |                  |                  |           |         |             |             |             |       |              |              |              |      |  |
|  | Fiyi             | Fiyi             | 28               |           |         |             |             |             |       |              |              |              |      |  |
|  | Fiyi             | Fiyi             | 28               |           |         |             |             |             |       |              |              |              |      |  |
|  | Portugal         | Portugal         | 7                |           |         |             |             |             |       |              |              |              |      |  |
|  | Portugal         | Portugal         | 7                |           | Fiyi    | Fiyi        | 21          |             |       |              |              |              |      |  |
|  |                  |                  |                  |           | Fiyi    | Fiyi        | 21          |             |       |              |              |              |      |  |
|  |                  |                  | China            | China     | 19      |             |             |             |       |              |              |              |      |  |
|  | China            | China            | China            | China     | 19      | 45          |             |             |       |              |              |              |      |  |
|  | China            | China            |                  |           |         |             |             |             |       |              |              |              |      |  |
|  | Brasil           | Brasil           | 7                |           |         |             |             |             |       |              |              |              |      |  |
|  | Brasil           | Brasil           | 7                |           |         |             |             |             |       | Fiyi         | Fiyi         | 24           |      |  |
|  |                  |                  |                  |           |         |             |             |             |       | Fiyi         | Fiyi         | 24           |      |  |
|  |                  |                  | Francia          | Francia   | 19      |             |             |             |       |              |              |              |      |  |
|  | Francia          | Francia          | Francia          | Francia   | 19      | 21          |             |             |       |              |              |              |      |  |
|  | Francia          | Francia          |                  |           |         |             |             |             |       |              |              |              |      |  |
|  | Japón            | Japón            | 12               |           |         |             |             |             |       |              |              |              |      |  |
|  | Japón            | Japón            | 12               |           | Francia | Francia     | 14          |             |       | Tercer lugar | Tercer lugar | Tercer lugar |      |  |
|  |                  |                  |                  |           | Francia | Francia     | 14          |             |       | Tercer lugar | Tercer lugar | Tercer lugar |      |  |
|  |                  |                  | Sudáfrica        | Sudáfrica | 5       |             |             |             |       |              |              |              |      |  |
|  | Sudáfrica        | Sudáfrica        | Sudáfrica        | Sudáfrica | 5       | 22          |             |             | China | China        | 12           |              |      |  |
|  | Sudáfrica        | Sudáfrica        |                  |           |         |             |             |             | China | China        | 12           |              |      |  |
|  | Países Bajos     | Países Bajos     | 7                |           |         |             |             |             |       |              | Sudáfrica    | Sudáfrica    | 7    |  |
|  | Países Bajos     | Países Bajos     | 7                |           |         |             |             |             |       |              | Sudáfrica    | Sudáfrica    | 7    |  |
|  |                  |                  |                  |           |         |             |             |             |       |              |              |              |      |  |

| Bandera de Fiyi |
| Campeón Fiyi    |